# Big Rigs: Over the Road Racing
Big Rigs: Over the Road Racing is een racespel uitgebracht voor de PC door Stellar Stone LLC in 2003. Het spel werd gemaakt in Californië maar verder ontwikkeld in Oekraïne en kostte in totaal maar $15.000 om te maken, terwijl vele andere spellen uit 2003 honderdduizenden dollars kostte om te maken. Vanwege ernstige gebreken heeft het spel alom negatieve recensies gekregen. Veel critici noemen dit het slechtste spel dat ooit gemaakt is.

## Gameplay
Op de verpakking staat dat de speler over de weg kan racen terwijl de politie hem achtervolgt. Het kritiek van GameSpot: Alex Navarro schreef dat de beschrijving van het spel gelogen is omdat er helemaal geen politie in het spel aanwezig is. Daarbij hebben ze toegevoegd dat de tegenstanders, die onder computerbesturing staan, geen AI hebben omdat ze nooit bewegen, dus zelfs de bewering van de beschrijving dat het een racespel is, is twijfelachtig.
Er zijn geen obstakels voor de speler om overheen te komen, doordat de truck hellingen van 90° op en af kan rijden zonder verlies of winst van snelheid. De truck gaat zelfs sneller over de heuvel. En kan harder achteruit rijden dan vooruit. De truck rijdt daarnaast zonder tegengehouden te worden door gebouwen en bomen, door een brug en zelfs door de grens van het spel in een oneindige grijze leegte. Wanneer de speler achteruit rijdt met zijn truck, zal het voertuig oneindig versnellen maar direct weer stoppen wanneer de speler ophoudt met accelereren.
Er zijn vijf routes waaruit de speler kan kiezen, waarvan er echter maar vier daadwerkelijk te spelen zijn. De vijfde route, genaamd "Nightride", werkt niet. Wanneer de speler deze baan selecteert, sluit het spel zichzelf af.
Wanneer de speler de race wint krijgt de speler een foto te zien van een grote beker met de tekst YOU'RE WINNER! (Jij bent winnaar!). Soms vergist het spel zich of de speler start of klaar is met de race wanneer hij door de start rijdt, dus het spel kan eindigen voor het eigenlijk begint.
Stellar Stone heeft een patch uitgebracht die een deel van deze fouten heeft hersteld. Met deze patch doet de tegenstander wel mee in de race maar stopt hij voor hij de finish bereikt. Het spel crasht ook niet meer als de vijfde route geselecteerd wordt maar heeft deze route enkel vervangen door een kopie van de eerste route, Devil Passage 1. Ondanks deze patch bevat het spel nog altijd veel fouten.

## Ontvangst
Big Rigs heeft algeheel negatieve recensies gekregen.
Thunderbolt Games zei: "I wish I could think of some redeeming factors for the game, but there simply aren't any" (Ik zou wensen dat ik een paar positieve factoren zou kunnen bedenken voor het spel, maar er zijn er gewoon geen) en gaf het spel een 1/10.
Alex Navarro van GameSpot zei dat Big Rigs "as bad as your mind will allow you to comprehend" (Zo slecht als je verstand kan bevatten). In "Best and Worst of 2004" kreeg Big Rigs de prijs voor "Flat-out Worst Game" en kreeg de laagste score die op GameSpot gegeven kan worden, een 1 uit 10.